# Mikojan-Goerevitsj MiG-29
De MiG-29 (Russisch: Микоян и Гуревич МиГ-29) (NAVO-codenaam: Fulcrum) is een Russische straaljager, opvolger van de MiG-23, van het ontwerpbureau Mikojan.
In de jaren 70 wenste de USSR een opvolger voor de MiG-23 van dezelfde klasse als de Amerikaanse F-15 en F-16. De NAVO-codenaam is Fulcrum. De MiG-29 is in verschillende versies gebouwd, waaronder de MiG-29A, de MiG-29UB tweezitter en de MiG-29K voor de marine. Hij is geëxporteerd naar 21 landen.
Na de Duitse hereniging werden de MiG-29’s van de Oost-Duitse luchtmacht opgenomen in de Luftwaffe. In 2003 werden 23 stuks "verkocht" aan de Poolse luchtmacht voor het symbolische bedrag van 1€/st.
Op verzoek van Polen heeft Berlijn  reeds eerder -binnen enkele uren- (benodigde) toestemming aan Polen gegeven (een aantal van) deze MiG-29's aan Oekraïne te mogen leveren. Op 3 april 2023 zijn 4 stuks al fysiek overgedragen (oorspronkelijk eigen Poolse exemplaren), Polen wil op termijn haar totale aantal van ca. 30 stuks aan Oekraïne schenken. Ook Slowakije heeft in 2023 reeds 4 stuks daarvan aan Kyiv geleverd. In april 2023 gaf Oekraïne aan nu over 3 complete squadrons te beschikken (na deze pas geleverde- samen met hun eigen reeds in bezit zijnde).
De MiG-29 kan zich meten met zijn NAVO-tegenhangers de F-16 en F/A-18. In luchtgevechten blijkt de MiG-29 extreem wendbaar. Ook kan de piloot raketten richten met een in zijn vliegerhelm geïntegreerd vizier. De piloot hoeft dus alleen naar het doel te kijken om een raket te richten. Met het geavanceerde vuurleidingssysteem en lucht-luchtraketten is de MiG-29 nog altijd een geducht jachtvliegtuig.
In 1989 stortte een MiG-29 neer tijdens de Paris Air Show, maar er vielen geen slachtoffers.
Een nieuwe versie MiG-29K is ontwikkeld en getest voor gebruik op het vliegdekschip Admiraal Koeznetsov. Er zijn er ook van aan India geleverd voor gebruik op het ook aan India verkochte vliegdekschip Admiraal Gorsjkov.

## Externe links

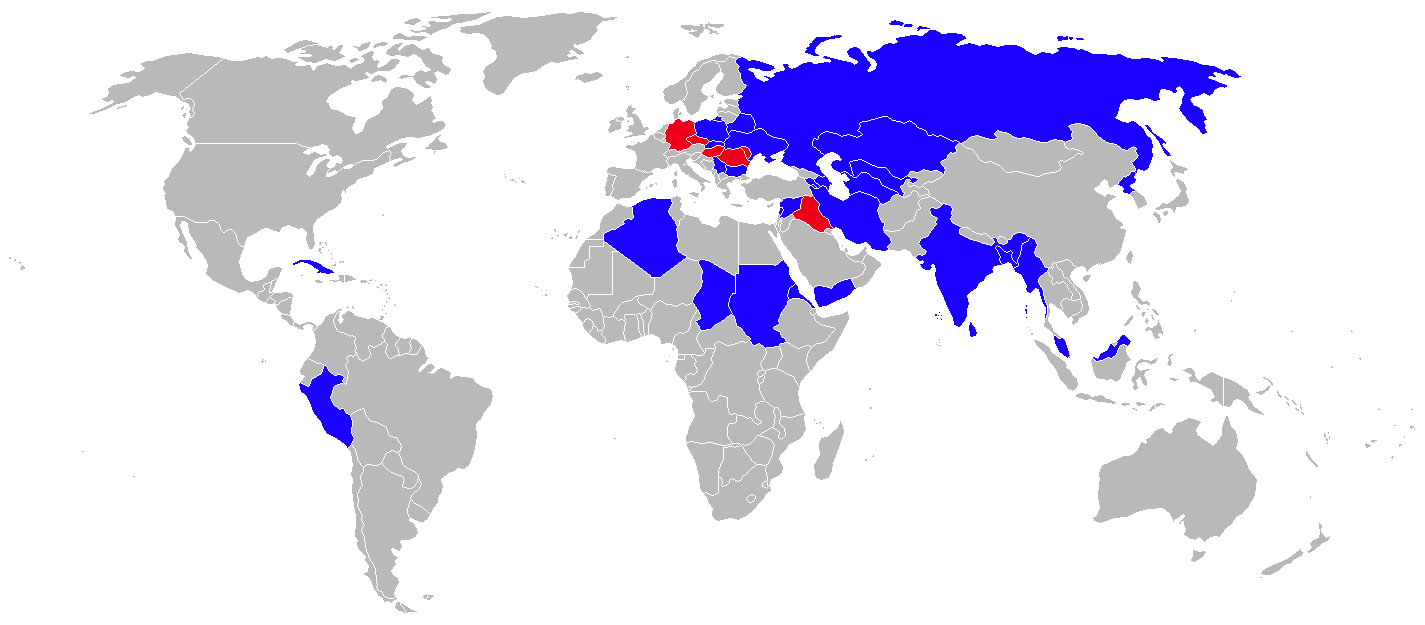
Operators van de MiG-29, rood vroeger en blauw nu